# Chùa Bà Đá

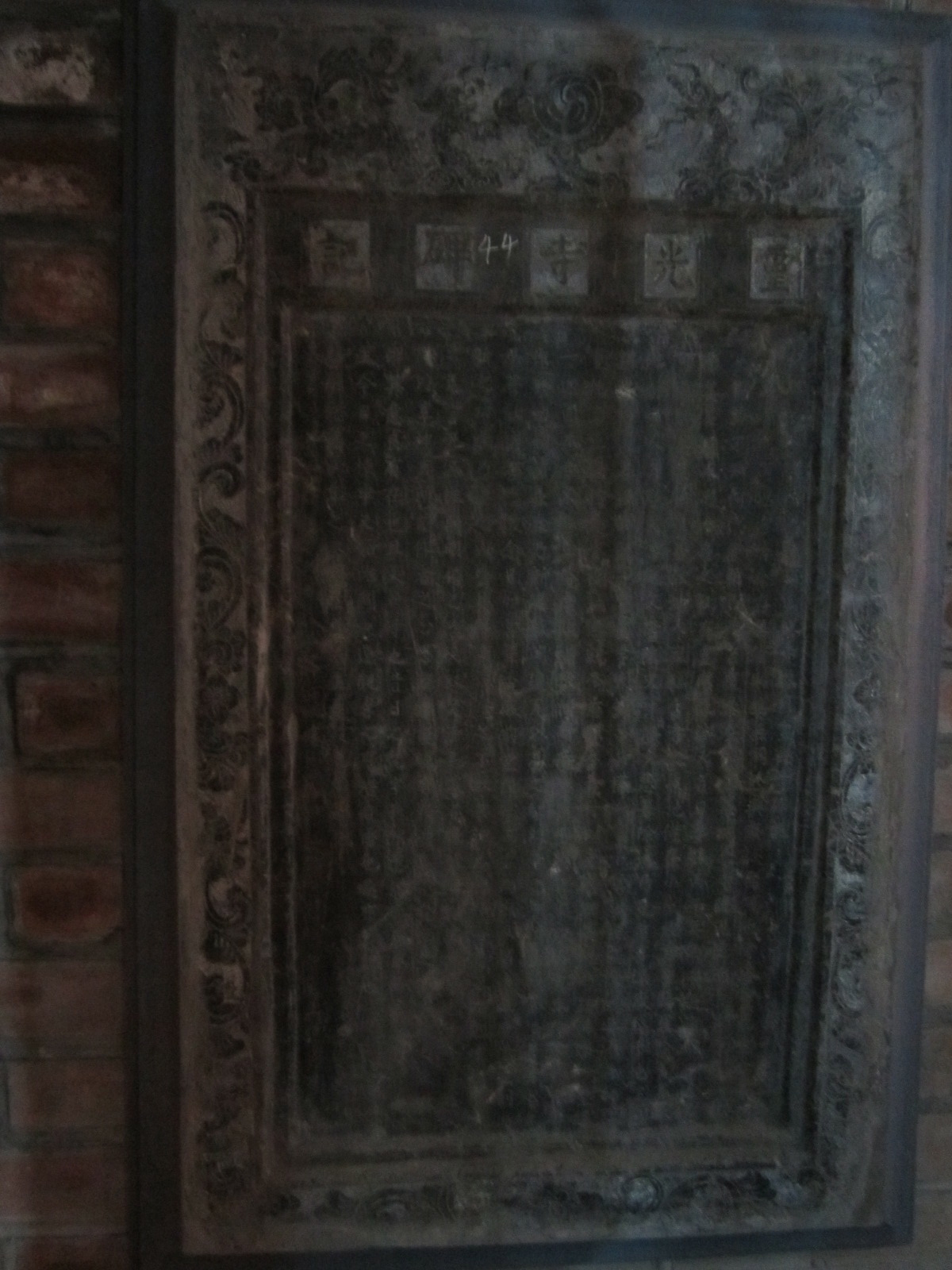
Bia đá trong chùa, trán bia ghi "Linh Quang tự bi ký"

Chùa Bà Đá, còn có các tên: Linh Quang tự, Sùng Khánh tự, là một ngôi chùa cổ ở số 3 phố Nhà Thờ, Hà Nội, gần hồ Hoàn Kiếm.
Chùa Bà Đá được xây năm 1056 dưới đời Lý Thánh Tông. Chùa được dựng trên nền tháp Báo Thiên nổi tiếng của kinh thành Thăng Long xưa.
Chùa có tiền đường xây theo kiểu chữ nhất, trung đường xây theo kiểu chữ đinh, được nối liền với nhau, tạo nên một khối kiến trúc vuông vắn. Trong chùa có nhiều tượng gỗ. Chùa nằm trên một con phố nhỏ và dài chỉ vài trăm mét nhưng hiện diện cả hai hệ ý thức tín ngưỡng Phật giáo và Công giáo.
Chùa vốn là trường sở của Lâm Tế tông; hiện nay chùa là trụ sở chính Thành hội Phật giáo Hà Nội. Trong chùa có Trường Trung cấp Phật học Hà Nội. Tại chùa hàng năm vẫn thường xuyên là nơi tổ chức các buổi lễ của Thành hội Phật giáo Hà Nội.
Trước kia trong chùa có Tượng Phát Lâm (tượng có nụ cười yêu đời) được coi là một trong tứ khí của Hà Nội.

## Lịch sử
Tương truyền khi đào đất đắp thành Thăng Long vào đời vua Lê Thánh Tông (1460 - 1497) ở làng Báo Thiên Tự Tháp (khu vực Nhà thờ Lớn ngày nay) thì phát hiện được một pho tượng bằng đá hình dáng một phụ nữ (có thuyết cho là một pho tượng Phật Bà bằng đá). Dân chúng cho là thánh mẫu nên đã lập đền thờ ngay tại nơi đào được tượng và gọi là đền Bà Đá. Sau người làng thấy linh thiêng mới góp công, góp của xây thành chùa lớn, đón sư về trụ trì và thờ Phật. Vì vậy chùa có tên là chùa Bà Đá và tên chữ là "Linh Quang tự".
Khi quân Tây Sơn đánh ra Thăng Long, chùa đổ nát hoang tàn, Thiền Sư Khoan Giai bên chùa Hòe Nhai, dòng Tào Động bèn về trùng tu trụ trì.
Sang thời Pháp thuộc, đền bị cháy và pho tượng đá nguyên thủy bị hủy mất. Dân làng cho xây lại, rước một pho tượng Phật Thích Ca bằng đá về thờ, thay thế tượng Bà Đá cũ. Vì đã qua mấy đợt tu sửa, chùa Bà Đá không còn giữ được nhiều cổ vật. Lưu lại là một số di vật như hai quả chuông đúc vào triều Tự Đức nhà Nguyễn năm 1873 và năm 1881, và một tấm khánh đồng đúc năm 1842.
Ngày 5 tháng 1 năm 1946, Chủ tịch Hồ Chí Minh có đến thăm chùa Bà Đá và nói chuyện với các thượng tọa, tăng ni, Phật tử. Trong cuộc gặp, ông đã nói "Việc Phật không xa rời việc thế gian, phải tham gia vào các công việc cách mạng, cứu đói, cứu dốt".

## Kiến trúc
Vì nằm giữa thành phố với các công trình xây cất chung quanh, chùa Bà Đá nay bị vây quanh tứ phía. Mặt tiền của chùa chỉ là ngõ nhỏ thông ra phố Nhà thờ, chen giữa nhà cửa tư nhân. Phía sau chùa là cao ốc nên diện tích đất chùa khiêm nhường. Dù vậy chùa đã được trùng tu, mái ngói lợp lại và một dãy nhà phụ thuộc bên cánh hữu được cất lại theo kiểu cổ.

## Các đời trụ trì

### Dòng Tào Động
- Linh Quang Đệ Nhất Tổ : sư tổ pháp danh Thiện Chúng, đạo hiệu Khoan Giai thiền sư, người hương Đống Nguyên, Huyện Thượng Phúc, Tỉnh Hà Đông. Từ nhỏ sư tổ đã đến chùa Hồng Phúc phường Hòe Nhai ở Thăng Long xin xuất gia với Hòa Thượng Tính Chúc Đạo Chu. Sư thụ giới cụ túc ở tổ đình Tam Huyền xã Nhân Mục, hòa thượng Chạm Công làm Giới sư (khoảng niên hiệu Cảnh Hưng nhà Lê). Từ đó sư chuyên cần tu tập, tinh thông đến cả địa lý, phương y. Một hôm sư đến chùa ở làng Hương Ngãi thấy một thảo am nhỏ, bèn nghĩ: " am này tuy nhỏ sau tất sẽ phát triển " từ đó không quản ngại chặt lau phát cỏ. Chùa cổ được tạo tác từ bao giờ không ai rõ, sau nhiều phen binh tai hỏa hoạn đã hoang phế, nhân một lần có viên quan sai quân lính phát hoang cỏ dại thấy nền chùa cổ ở đó, lại đào được pho tượng đá dưới đống tro tàn. Dân thôn cùng vợ chồng tín đồ Đỗ Bá Ngân tự Khoan Lượng dựng am phụng sự gọi là chùa Bà Đá. Khoảng năm Quý Sửu 1793, tín đồ Khoan Lượng thỉnh Khoan Giai thiền sư về trụ trì am nhỏ này. Sau am cỏ được cải làm am trúc rồi đổi sang am ngói.

Thời gian trôi qua, bất giác đã 30 năm, ngày mùng 4 tháng chạp năm Tân Tị niên hiệu Minh Mạng thứ 2 (1821), sư tổ an nhiên thị tịch, trụ thế 80 năm, trụ trì chùa Bà Đá được 29 năm. Tháp xây tại bản chùa, sau di xá lợi sang tháp Phổ Đồng lục lăng ở phía trước bên trái chùa Liên Phái.

### Dòng Tào Động - Lâm Tế
- Linh Quang Đệ Nhị Tổ: hiệu là Giác Vượng Thiền Sư còn gọi là hòa thượng Giác Viên, pháp danh Từ Tạng, quê hương Văn Tự huyện Thượng Phúc tỉnh Hà Đông, từ nhỏ đã đến chùa Linh Quang xin học với tổ đệ nhất. Một hôm nghe tiếng sư tổ Từ Niệm chùa Hoa Lâm (Khê Hồi,Thường Tín,Hà Tây), sau 15 năm nghe giới pháp của phái Trúc Lâm lại trở về chùa hầu sơ tổ. Nhị tổ kế đăng trụ trì năm 1821, kế thừa cả 2 phái Tào Động, Lâm Tế. Từ đó trùng tu tân tạo tự vũ, tân tạo tượng Phật, Bồ Tát, Thánh tăng, y môn, cửa võng... nhập thất cho hơn 30 người, tăng ni dự pháp hội được giáo hóa vô số. Sinh thời Ngài trùng tu 7 đại danh lam: Chùa Bà Đá, Chùa Triệu Khánh, chùa Ngũ Nhạc, chùa Hộ Quốc, chùa Khuyến Lương, chùa Vũ Thạch (năm 1857). Nhị tổ viên tịch ngày 25 tháng 2 năm Canh Thân niên hiệu Tự Đức thứ 10 (1850) trụ thế 80 năm, kế đăng trụ trì 40 năm, có hơn 30 pháp tử. Di thể được hỏa thiêu duy có gốc lưỡi là còn nguyên, dân 8 xã mang cờ xí đến rước xá lợi, sơn môn xây tháp thờ mỗi nơi một tòa, xá lợi an trí tại tháp bên phải trước chùa Liên Phái.
- Linh Quang Đệ Tam Tổ: pháp danh Phổ Sĩ hiệu Từ Tuyên thiền sư, quê xã An cốc huyện Thượng Phúc tỉnh Hà Đông, họ Phạm.
- Linh Quang Đệ Tứ Tổ: pháp danh Thông Toàn,hiệu Thuần Hiệp. Tứ tổ kế đăng năm 1866 đến ngày 30 tháng giêng năm Đinh Tị (1917) thì viên tịch, trụ thế 72 năm, trụ trì 52 năm. Nhục thân an trí ở Vĩnh Quang tháp, hiệu Thích Minh thiền sư.
- Linh Quang Đệ Ngũ Tổ: pháp danh Tâm Hoãn, quê Bá Khê, Văn Giang, Hưng Yên. Trụ trì chùa từ năm 1917 đến ngày 2 tháng 9 năm Nhâm Tuất 1922 thì viên tịch, trụ thế 56 năm, trụ trì được gần 6 năm.
- Linh Quang Đệ Lục Trụ trì: Pháp danh Thích Tâm Thịnh, hiệu Vô Trụ Thiền Sư
- Linh Quang Đệ Thất Trụ trì: Hộ Quốc Sa Môn Tăng Cang Thích Tâm Hỷ (Thích Thanh Thao) thế danh Đỗ Văn Hỷ (1890-1968) trụ trì đến năm 1968
- Trụ Trì đời thứ 8: Hòa Thượng Thích Thanh Doãn hay còn gọi Tâm Cương  (đệ tử tổ Tâm Hỷ,vị này sau viên tịch tại chùa Ngâu Hà Nội), sư sinh nhăm 1912 tại Nam Định, xuất gia năm 1919, đến năm 1922 thì lên Hà Nội làm đệ tử của HT Thích Thanh Lễ chùa Yên Ngưu, năm 1929 tổ Thanh Lễ viên tịch, sư y theo tổ Thanh Thao Tâm Hỷ chùa Bà Đá và thu giới tỳ kheo năm 1932, năm 1956 sư được tổ Tâm Hỷ giao trông coi chùa Bà đá, đến năm 1968 thì chính thức kế đăng trụ trì đời thứ 8, đến năm 1979 sư từ nhiệm và giao chùa Bà Đá cho Thành hội Phật giáo Hà Nội khi đó. Sư viên tịch tháng 1 năm 2013 trụ thế 101 năm tại chùa Yên Ngưu Thanh Trì Hà Nội.
- Trụ Trì đời thứ 9: Hòa Thượng Thích Thanh Thành (viên tịch năm 2009 tại chùa Vẽ Đông Ngạc Từ Liêm Hà Nội)

### Trưởng ban trị sự Phật giáo Hà Nội
Sau này, chùa Bà Đá từ năm 1958 đã trở thành ban đại diện Phật giáo thủ đô và sau đó là văn phòng 1 của Thành Hội Phật Giáo Hà Nội với các đời lãnh đạo như:
- Hòa Thượng Thích Đức Nhuận (1897 - 1993), đệ nhất Pháp Chủ giáo hội Phật giáo Việt Nam, từ năm 1958.
- Hòa Thượng Thích Quảng Dung  (sơn môn Đa Bảo), phó hội trưởng hội Phật giáo thống nhất, trưởng ban trị sự đến  1/1981 thì viên tịch.
- Hòa Thượng Thích Nguyên Sinh, Chánh Thư Ký Hội Đồng Chứng Minh, trưởng ban trị sự từ 1/1981 đến tháng 10/1983 thì viên tịch.
- Hoà thượng Thích Tâm Tịch (1915-2005), Pháp chủ đệ nhị, trưởng ban trị sự thành hội PG Hà Nội  từ năm 1983 đến năm 2002
- Hoà Thượng Thích Thanh Chỉnh (1919-2009), phó thư ký hội đồng chứng minh, trưởng ban trị sự thành hội PG Hà Nội, trụ trì từ 2002-2008.
- Hòa Thượng Thích Bảo Nghiêm (1956), phó chủ tịch hội đồng trị sự, trưởng ban trị sự từ 2008 đến nay.

## Hình ảnh
|  |  |
|  |  |